# Castle Combe Castle
Castle Combe Castle ist eine abgegangene Burg im Dorf Castle Combe in der englischen Grafschaft Wiltshire.
Die mittelalterliche Motte wurde im 12. Jahrhundert auf einem Felssporn erbaut. Unüblich war die Anordnung von vier oder möglicherweise sogar fünf Burghöfen um den Donjon.
Heute sind nur noch Erdwerke und wenige Mauerteile erhalten.